# Чужий дзвінок
«Чужий дзвінок» — радянський художній телефільм 1985 року, знятий на Кіностудії ім. О. Довженка.

## Сюжет
Головна героїня — успішна художниця Наталія Кузнецова. В юності вона зрадила коханого Ігоря Турбіна, а потім одружилася з веселим, безтурботним і щасливим однокласником Макаркіним. І хоча життя Наталії зовні благополучне, вона ніяк не може позбутися хворобливих спогадів, її не відпускає відчуття провини. Дзвінок у двері повертає її в минуле — в слюсарі, який прийшов ремонтувати сантехніку, вона впізнає колишнього коханого. Але життя не можна повернути назад…

## У ролях
- Олена Сафонова — Наталія Кузнецова
- Тетяна Назарова — Наташа Кузнецова в юності
- Данило Перов — Ігор Турбін
- Антон Мухарський — Валерій Макаркін
- Яна Друзь — Тимофєєва, подруга Наталії
- Марія Лукашевська — Тимофєєва в юності
- Наталія Сумська — вчителька
- Алла Мещерякова — Зінаїда Іллівна, мати Турбіних
- Ольга Прох — Зінов'єва
- Сашко Шиш — Парфьонов
- Сашко Мазуренко — Альоша, брат Ігоря
- Сергійко Мазуренко — Петя, брат Ігоря
- Людмила Полякова — тітка Ніна, тітка Турбіних
- Марія Скворцова — баба Нюта
- Олег Соболєв — Петя Макаркін
- Алла Покровська — мати Наталії, співачка
- Людмила Арініна — бабуся Наталії
- Тетяна Антонова — міліціонерка
- Маргарита Криницина — контролерка в кінотеатрі
- Галина Левченко — здобувачка зайвого квитка
- Борис Александров — водій вантажівки

## Знімальна група
- Режисер-постановник: Сергій Олійник
- Сценаристка: Катерина Маркова
- Оператор-постановник: Геннадій Енгстрем
- Композитор: Едуард Артем'єв
- Художник-постановник: Віталій Лазарєв
- Звукооператорка: Наталія Домбругова
- Режисер: В. Коміссаренко
- Оператори: А. Рязанцев, Сергій Борденюк
- Режисерка монтажу: Ганна Брюнчугіна
- Художниця по костюмах: Алла Сапанович
- Художниця-гримерка: Е. Колонська
- Художник-декоратор: Л. Білан
- Комбіновані зйомки: оператор — Валентин Симоненко, художник — Володимир Цирлін
- Редактор: Олександр Кучерявий
- Директор картини: Жанна Слупська